# Call of Duty: Elite
Call of Duty: Elite è stato il servizio online predecessore dell'attuale Call of Duty App. Il software realizzato dalla Beachhead Studios succursale della Activision era stato pensato per evolvere Call of Duty in modalità multiplayer la prima versione beta venne pubblicata il 14 luglio 2011, i test terminarono a novembre dello stesso anno. I server vennero spenti definitivamente il 28 febbraio 2014 con il lancio della "Call of Duty App" principalmente per Call of Duty: Ghosts.

## Problemi commerciali
Il servizio era stato pensato per permettere ai giocatori di giocare in modalità multiplayer, ossia la modalità di gioco in squadra, andando a sfruttare la tecnologia internet, secondo la logica che un utente registrato sul sito web potesse condividere le fasi di gioco con uno o più utenti contemporaneamente. L'idea commerciale si incentrava su una versione gratuita del sistema e una versione a sottoscrizione annuale. Essendo il servizio uscito sul mercato in contemporanea con Call of Duty: Modern Warfare 3 il sistema funzionava solamente per Black Ops e Black Ops II stringendo molto il numero di utenti che erano in grado di andare a utilizzare il servizio; inoltre essendo un prodotto che necessitava la maggiore età per poter aderire al sistema ebbe un numero estremamente limitato di utenti rispetto a quanti effettivamente erano stati calcolati da Activision in fase di lancio.

## Il rilancio
Activision al fine di recuperare il maggior numero di utenti possibili elaborò il sistema dando la possibilità di utilizzare il sistema anche ai minori, andando ad agire sulle caratteristiche del prodotto, una restrizione applicata per i minori è stata l'impossibilità di partecipare a partite con premi reali.

## Call of Duty App
Activision nel frattempo iniziò a elaborare un nuovo servizio e il 5 novembre 2013 ha pubblicato Call of Duty App andando a migliorare ed integrare il servizio Elite la nuova release è distribuita per il titolo Call of Duty: Ghosts.